# Jorge de la Rosa
Jorge Alberto de la Rosa Gonzalez (né le 5 avril 1981 à Monterrey, Nuevo León, Mexique) est un lanceur gaucher des Rockies du Colorado de la Ligue majeure de baseball.

## Carrière

### Brewers de Milwaukee
Jorge De La Rosa signe son premier contrat professionnel en 1998 avec les Diamondbacks de l'Arizona. Après des séjours en ligues mineures et dans les ligues mexicaines, il est lié par contrat aux Red Sox de Boston mais retourne aux Diamondbacks en 2003 dans la transaction qui envoie à Boston le lanceur étoile Curt Schilling. Sans avoir joué pour Arizona, il est transféré aux Brewers de Milwaukee le 1er décembre 2003 et fait finalement ses débuts dans le baseball majeur avec cette dernière équipe le 14 août 2004.
Il subit la défaite à ses trois décisions à ses débuts chez les Brewers, pour qui il débute 5 rencontres comme lanceur partant en 2004. En 2005, il est utilisé exclusivement comme lanceur de relève.
Il affiche une moyenne de points mérités très élevée de 8,60 en 3 départs et 15 sorties en relève pour Milwaukee en 2006 lorsque les Brewers l'échangent aux Royals de Kansas City le 25 juillet en retour de Tony Graffanino, un joueur de champ intérieur.

### Royals de Kansas City
À son arrivée chez les Royals, De La Rosa intègre la rotation de lanceurs partants et effectue 10 départs pour compléter la saison 2006 avec une fiche victoires-défaites de 5-6 et une moyenne de points mérités de 6,49. Il remporte 3 matchs contre 4 revers pour Kansas City avec une moyenne de 5,18 points mérités accordés par partie en fin d'année.
Surtout lanceur partant (23 départs contre 3 matchs en relève), De La Rosa gagne 8 parties et encaisse 12 défaites pour les Royals en 2007 et sa moyenne de points mérités s'élève à 5,82 en 130 manches passées au monticule.

### Rockies du Colorado
Jorge de la Rosa est acquis des Royals de Kansas City par les Rockies du Colorado le 30 avril 2008. Les Royals complètent ainsi une transaction effectuée quelques semaines plus tôt lorsqu'ils avaient mis la main sur le lanceur des Rockies Ramon Ramirez en retour d'un joueur à être nommé plus tard.
De la Rosa connaît deux saisons de 10 victoires ou plus avec les Rockies du Colorado. Il enregistre 10 gains contre 8 revers en 2008, puis affiche un dossier de 16-9 en 33 parties jouées, dont 32 départs, en 2009 alors qu'il abaisse sa moyenne de points mérités à 4,38.
En 2010, il débute 20 rencontres pour les Rockies, et remporte huit gains contre sept défaites. Il affiche sa meilleure moyenne de points mérités jusque-là en carrière (4,22).  Il devient un temps joueur autonome à la fin de la saison puis prolonge chez les Rockies.
Il débute bien 2011 avec quatre victoires de suite mais doit subir une opération de type Tommy John au coude gauche, ce qui met fin à sa saison en mai. Il termine avec 5 victoires et 2 défaites en 10 départs et une bonne moyenne de 3,51. Il réussit dans cette courte saison son premier match complet en carrière.
Après seulement 3 matchs joués après son retour au jeu en 2012, il effectue 30 départs en 2013 et mène les lanceurs partants des Rockies avec une moyenne de points mérités de 3,49 en 167 manches et deux tiers lancées et 16 victoires contre 6 défaites.
Il mène les Rockies avec 14 victoires contre 11 défaites en 2014 et sa moyenne de points mérités, en hausse, se chiffre à 4,10 en 184 manches et un tiers lancées lors de 32 départs.